# Damian z Fulcheri
Damian z Fulcheri (również Damian z Finario, Damian z Finalborgo) (ur. w Perti, zm. 1484 w Reggio nell’Emilia) – błogosławiony Kościoła katolickiego, włoski dominikanin.

## Życiorys
Urodził się w Perti niedaleko Fulcheri (obecnie Finale Borgo) koło Genui w zamożnej rodzinie arystokratycznej. Wstąpił do zakonu dominikanów w Savonie. Stał się we Włoszech znanym kaznodzieją. Zmarł w 1484 w Reggio nell’Emilia.
Jego kult zatwierdził Pius IX 4 sierpnia 1848 r.